# 에비스 마스캇츠 1.5
에비스 마스캇츠(일본어: 恵比寿マスカッツ)는 일본의 걸 그룹이다.

## 개요
- 2015년 10월부터 2년 간 활동한 에비스★마스캇츠가 2008년 4월부터 5년 간 활동한 에비스 마스캇츠 초대 멤버를 맞고 재출범한 그룹이다.
- 팬의 애칭 및 멤버를 포함해 「마스패리(마스캇츠 패밀리)」라고 부른다.
- 2017년 10월 5일, 관 레귤러 방송 「에비스 마스캇츠 요코쵸!」에서 방송 개시. 프로그램 내에서 신멤버로 초대 에비스 마스캇츠의 멤버로 미히로의 가입에 따른 에비스★마스캇츠의 해산 및 초대 에비스 마스캇츠 「에비스 마스캇츠 1.5(일본어: 恵比寿マスカッツ1.5)」로서 다시 시작, 새롭게 PTA로 아오이 소라, 아사미 유마, Rio의 참여가 발표됐다.
- 2018년 8월 24일, 리더 아스카 키라라가 졸업해, 새로운 5대 리더 이치카와 마사미가 취임해, 동시에 그룹명을 초심을 돌아가기 위해 초대 그룹이 밝힌 「에비스 마스캇츠(일본어: 恵比寿マスカッツ)」로 변경했다.
- 2022년 8월 13일, 에비스 더 커튼 홀에서 행해진 「제2세대 에비스 마스갓츠 한여름의 졸업식」을 기해 멤버 전원 졸업했다.

## 구성원

### 해산시 구성원
| 이름            | 원어 표기  | 생년월일         | 의상 컬러       | 소속사            | 가입기 | 가입일                   | 졸업일          | 비고                                               |
| --------------- | ---------- | ---------------- | --------------- | ----------------- | ------ | ------------------------ | --------------- | -------------------------------------------------- |
| 이시오카 마이   | 石岡真衣   | 1990년 8월 7일   | ■ 분홍          | 샤이닝 윌         | 1기    | 에비스★마스캇츠부터 재적 | 2022년 8월 13일 |                                                    |
| 이치카와 마사미 | 市川まさみ | 1991년 7월 10일  | ■ 빨강          | 티파워즈          | 1기    | 에비스★마스캇츠부터 재적 | 2022년 8월 13일 | 에비스 마스캇츠 5대 리더                           |
| 우사 미하루     | 羽咲みはる | 1992년 3월 3일   | ■ 노랑          | 티파워즈          | 1기    | 에비스★마스캇츠부터 재적 | 2022년 8월 13일 |                                                    |
| 카와카미 나나미 | 川上なな実 | 1992년 10월 14일 | ■ 남            | 호아 후르츠       | 1기    | 에비스★마스캇츠부터 재적 | 2022년 8월 13일 | 전예명 : 川上奈々美                                |
| 칸자키 사에     | 神崎紗衣   | 1992년 6월 17일  | ■ 빨강          | (프리)            | 1기    | 에비스★마스캇츠부터 재적 | 2022년 8월 13일 |                                                    |
| 쿠로사와 미레이 | 黒沢美怜   | 1989년 3월 23일  | ■ 노랑          | (프리)            | 1기    | 에비스★마스캇츠부터 재적 | 2022년 8월 13일 |                                                    |
| 타츠미 시나     | 辰巳シーナ | 1993년 3월 14일  | ■ 노랑          | (프리)            | 1기    | 에비스★마스캇츠부터 재적 | 2022년 8월 13일 |                                                    |
| 후지와라 아키노 | 藤原亜紀乃 | 1991년 10월 23일 | ■ 분홍          | (프리)            | 1기    | 에비스★마스캇츠부터 재적 | 2022년 8월 13일 |                                                    |
| 마츠오카 린     | 松岡凛     | 1996년 12월 14일 | ■ 남            | (프리)            | 1기    | 에비스★마스캇츠부터 재적 | 2022년 8월 13일 |                                                    |
| 미카미 유아     | 三上悠亜   | 1993년 8월 16일  | ■ 하늘          | Miss              | 1기    | 에비스★마스캇츠부터 재적 | 2022년 8월 13일 | 에비스 마스캇츠 5대 서브리더 걸 그룹 허니팝콘 리더 |
| 모모노기 카나   | 桃乃木かな | 1996년 12월 24일 | ■ 분홍          | 라이브 프로모션   | 1기    | 에비스★마스캇츠부터 재적 | 2022년 8월 13일 |                                                    |
| 요시자와 유키   | 吉澤友貴   | 1992년 5월 6일   | ■ 남            | (프리)            | 1기    | 에비스★마스캇츠부터 재적 | 2022년 8월 13일 |                                                    |
| 미히로          | みひろ     | 1982년 5월 19일  | ■ 하양 → ■ 하늘 | m-voice           | 1기    | 2017년 10월 5일          | 2022년 8월 13일 | 초대 에비스 마스캇츠 그룹 최연장자                 |
| 키사라기 사야   | 如月さや   | 1989년 4월 15일  | ■ 빨강          | (프리)            | 2기    | 2018년 8월 24일          | 2022년 8월 13일 |                                                    |
| 코바야시 히로미 | 小林ひろみ | 1992년 3월 12일  | ■ 남            | 싱크뱅크          | 2기    | 2018년 8월 24일          | 2022년 8월 13일 |                                                    |
| 사쿠라 모코     | 桜もこ     | 1991년 3월 19일  | ■ 하늘          | 원즈 더블         | 2기    | 2018년 8월 24일          | 2022년 8월 13일 |                                                    |
| 시라후지 유카   | 白藤有華   | 1997년 1월 4일   | ■ 빨강          | 아시아 프로모션   | 2기    | 2018년 8월 24일          | 2022년 8월 13일 |                                                    |
| 나츠키          | なつ葵     | 1989년 8월 9일   | ■ 남            | (프리)            | 2기    | 2018년 8월 24일          | 2022년 8월 13일 |                                                    |
| 나라 아유미     | 奈良歩実   | 1994년 4월 4일   | ■ 노랑          | (프리)            | 2기    | 2018년 8월 24일          | 2022년 8월 13일 |                                                    |
| 마이티          | まいてぃ   | 1992년 9월 17일  | ■ 남            | 립                | 2기    | 2018년 8월 24일          | 2022년 8월 13일 | 본명 : 카스야 마이 (粕谷まい)                      |
| 마츠모토 윤     | 松本ゆん   | 1992년 7월 29일  | ■ 하늘          | 클레멘테          | 2기    | 2018년 8월 24일          | 2022년 8월 13일 |                                                    |
| 미야무          | みやむ     | 1998년 1월 10일  | ■ 노랑          | (프리)            | 2기    | 2018년 8월 24일          | 2022년 8월 13일 | 그룹 최연소 본명 : 미야무라 나나코 (宮村ななこ)    |
| 에이카와 노아   | 栄川乃亜   | 1997년 12월 25일 | ■ 분홍          | 라이브 프로모션   | 3기    | 2020년 3월 31일          | 2022년 8월 13일 |                                                    |
| 키지마 아이리   | 希島あいり | 1988년 12월 24일 | ■ 하늘          | 듀오 엔터테인먼트 | 3기    | 2020년 3월 31일          | 2022년 8월 13일 | 초대 에비스 마스캇츠                               |
| 야마기시 아이카 | 山岸逢花   | 1992년 11월 30일 | ■ 남            | 크루즈 그룹       | 3기    | 2020년 3월 31일          | 2022년 8월 13일 |                                                    |
| 유리망          | ゆーりまん | 1997년 1월 10일  | ■ 노랑          | (프리)            | 3기    | 2020년 3월 31일          | 2022년 8월 13일 | 본명 : 후쿠다 유리 (深田結梨)                      |
| 히로세 리오나   | 広瀬りおな | 1989년 11월 11일 | ■ 노랑          | 올 프로           | 3기    | 2021년 1월 26일          | 2022년 8월 13일 | 2020년 3월 31일부터 연구생, 연구생에서 승격        |

### 해산 전 구성원
| 이름            | 원어 표기    | 생년월일         | 의상 컬러 | 졸업시 소속사          | 가입기 | 가입일                   | 졸업일           | 비고                                                  |
| --------------- | ------------ | ---------------- | --------- | ---------------------- | ------ | ------------------------ | ---------------- | ----------------------------------------------------- |
| 티아            | ティア       | 1991년 9월 23일  | ■ 노랑    | 마임즈                 | 1기    | 에비스★마스캇츠부터 재적 | 2017년 12월 28일 |                                                       |
| 아스카 키라라   | 明日花キララ | 1988년 10월 2일  | ■ 빨강    | 디아즈 프란나즈        | 1기    | 에비스★마스캇츠부터 재적 | 2018년 4월 17일  | 에비스★마스캇츠 4대 리더 에비스 마스캇츠 1.5 5대 리더 |
| 아오이 츠카사   | 葵つかさ     | 1990년 8월 14일  | ■ 남      | 모델 프로덕션 에이트맨 | 1기    | 에비스★마스캇츠부터 재적 | 2018년 7월 1일   |                                                       |
| 코지마 미나미   | 小島みなみ   | 1992년 12월 14일 | ■ 분홍    | 마임즈                 | 1기    | 에비스★마스캇츠부터 재적 | 2018년 8월 24일  |                                                       |
| 진구지 카난     | 神宮寺かなん | 1995년 7월 13일  | ■ 하양    | TRIANGLE               | 2기    | 2018년 8월 24일          | 2018년 8월 24일  |                                                       |
| 카미사키 시오리 | 神咲詩織     | 1990년 8월 25일  | ■ 빨강    | 티파워즈               | 1기    | 에비스★마스캇츠부터 재적 | 2018년 12월 15일 |                                                       |
| 코가와 이오리   | 古川いおり   | 1992년 9월 25일  | ■ 빨강    | 티파워즈               | 1기    | 에비스★마스캇츠부터 재적 | 2018년 12월 15일 |                                                       |
| 스브            | スーブー     | 1990년 3월 20일  | ■ 빨강    | (프리)                 | 1기    | 에비스★마스캇츠부터 재적 | 2018년 12월 15일 | 「오노 미쿠(小野美公)」 표기의 경우가 있다.           |
| 타모리 미사키   | 田森美咲     | 1992년 6월 25일  | ■ 노랑    | (프리)                 | 1기    | 에비스★마스캇츠부터 재적 | 2018년 12월 15일 |                                                       |
| 나츠메 하나미   | 夏目花実     | 1994년 4월 16일  | ■ 노랑    | 우이즈 밀크            | 1기    | 에비스★마스캇츠부터 재적 | 2018년 12월 15일 |                                                       |
| 미나토 리쿠     | 湊莉久       | 1993년 8월 1일   | ■ 하늘    | 티파워즈               | 1기    | 에비스★마스캇츠부터 재적 | 2018년 12월 15일 |                                                       |
| 시라이시 마리나 | 白石茉莉奈   | 1986년 8월 10일  | ■ 하늘    | 밤비 프로모션          | 1기    | 에비스★마스캇츠부터 재적 | 2019년 4월 2일   |                                                       |
| 히나나 하논     | 日菜々はのん | 1996년 9월 16일  | ■ 하양    | 마임즈                 | 2기    | 2018년 8월 24일          | 2019년 4월 2일   |                                                       |
| 야마나카 마유미 | 山中真由美   | 1993년 3월 2일   | ■ 분홍    | 차임                   | 2기    | 2018년 8월 24일          | 2019년 12월 27일 |                                                       |
| 나나미 티나     | 七海ティナ   | 1993년 12월 8일  | ■ 노랑    | 모델 프로덕션 에이트맨 | 2기    | 2018년 8월 24일          | 2020년 6월 23일  |                                                       |
| 미타 우이       | 三田羽衣     | 1990년 10월 12일 | ■ 남      | 아트업                 | 1기    | 에비스★마스캇츠부터 재적 | 2020년 7월 1일   |                                                       |
| 후지이 마리     | 藤井マリー   | 1994년 6월 10일  | ■ 하늘    | 원에이트 프로모션      | 2기    | 2018년 8월 24일          | 2020년 9월 2일   |                                                       |
| 카노 유라       | 架乃ゆら     | 1998년 12월 28일 | ■ 분홍    | LINX                   | 2기    | 2018년 8월 24일          | 2021년 12월 6일  | 에비스 마스캇츠 최연소                                |
| 토모다 아야카   | 友田彩也香   | 1988년 9월 14일  | ■ 빨강    | Diaz Group             | 2기    | 2018년 8월 24일          | 2021년 12월 6일  |                                                       |
| 유메 카나       | 由愛可奈     | 1993년 2월 12일  | ■ 노랑    | (프리)                 | 1기    | 에비스★마스캇츠부터 재적 | 2022년 4월 2일   |                                                       |

### 연구생
(정규 멤버 승격자 이외)
| 이름            | 원어 표기  | 생년월일        | 종료시 소속사        | 참가일          | 종료일          | 비고 |
| --------------- | ---------- | --------------- | -------------------- | --------------- | --------------- | ---- |
| 키리타니 마츠리 | 桐谷まつり | 1996년 8월 15일 | C-more ENTERTAINMENT | 2018년 6월 29일 | 2018년 8월 24일 |      |
| 코야마 유리에   | 小山友里絵 | 불명            | -                    | 2018년 6월 29일 | 2018년 8월 24일 |      |
| 시부야 미스즈   | 澁谷美鈴   | 불명            | -                    | 2018년 6월 29일 | 2018년 8월 24일 |      |
| 스즈노 야쿠모   | 鈴乃八雲   | 1993년 1월 13일 | 립 유즈              | 2018년 6월 29일 | 2018년 8월 24일 |      |
| 토모나가 사야   | 友永紗弥   | 불명            | -                    | 2018년 6월 29일 | 2018년 8월 24일 |      |
| 호시미야 이치카 | 星宮一花   | 1998년 6월 28일 | LINX                 | 2020년 3월 31일 | 2020년 4월 30일 |      |
| 마키노 사유미   | 牧野紗弓   | 1996년 2월 20일 | 아시아 프로모션      | 2020년 3월 31일 | 2020년 9월 1일  |      |
| 코바야시 하노카 | 小林穂乃香 | 1998년 3월 9일  | 쇼치쿠 예능          | 2020년 3월 31일 | 2020년 11월 1일 |      |

### PTA (보호자회)
| 이름        | 원어 표기 | 생년월일         | 종료시 소속사   | 참가일          | 종료일          | 비고                            |
| ----------- | --------- | ---------------- | --------------- | --------------- | --------------- | ------------------------------- |
| 아오이 소라 | 蒼井そら  | 1983년 11월 11일 | 프라임 에이전시 | 2017년 10월 5일 | 2018년 1월 26일 | 초대 에비스 마스캇츠, 초대 리더 |
| 아사미 유마 | 麻美ゆま  | 1987년 3월 24일  | 알뤼르          | 2017년 10월 5일 | 2018년 1월 26일 | 초대 에비스 마스캇츠, 2대 리더  |
| Rio         | りお      | 1986년 10월 29일 | 티파워즈        | 2017년 10월 5일 | 2018년 1월 26일 | 초대 에비스 마스캇츠            |

## 음반 목록
에비스 마스캇츠

### 싱글 앨범
|     | 발매일           | 발매명              | 규격 번호                                 | 최고순위 |
| --- | ---------------- | ------------------- | ----------------------------------------- | -------- |
| 1st | 2019년 8월 12일  | EBISU ANIMAL ANTHEM | EBIMUS004 (초회한정판) EBIMUS005 (통상판) | 157위    |
| 2nd | 2019년 10월 19일 | 마죠가리타          | EBIMUS007                                 | 70위     |

### 정규 앨범
|     | 발매일          | 발매명                           | 규격 번호                                                                                     | 최고순위                                          |
| --- | --------------- | -------------------------------- | --------------------------------------------------------------------------------------------- | ------------------------------------------------- |
| 1st | 2022년 8월 10일 | 에비스 마스캇츠 10th ANNIVERSARY | (초회한정판 : 레인보우) MUCD-8168/9 (통상판 A : 스마일) MUCD-1493 (통상판 B : 섹시) MUCD-1494 | 63위 (초회한정판) 72위 (통상판 A) 80위 (통상판 B) |

### 뮤직 카드
|     | 발매일           | 발매명                                       | 규격 번호 | 최고순위 | 비고                          |
| --- | ---------------- | -------------------------------------------- | --------- | -------- | ----------------------------- |
| 1st | 2018년 5월 4일   | 지야리길/호프 스텝 백                        | EBIMUS001 |          | 라이브 회장 한정 (전 48 종류) |
| 2nd | 2018년 12월 15일 | 쟌쟌바레/파라다이스 BAD라인/길들이기         | EBIMUS002 |          | 라이브 회장 한정 (전 48 종류) |
| 3rd | 2019년 5월 13일  | EBISU ANIMAL ANTHEM/하지만 사랑이란건/바츠완 | EBIMUS003 |          | 라이브 회장 한정 (전 30 종류) |
| 4th | 2019년 10월 19일 | 마죠가리타/Twenty-Nine/Class                 | EBIMUS006 |          | 특전회 회장 한정 (전 30 종류) |

### 착신곡
|     | 발매일           | 발매명                    | 규격 번호      | 최고순위 | 비고                                                   |
| --- | ---------------- | ------------------------- | -------------- | -------- | ------------------------------------------------------ |
| 1st | 2020년 8월 5일   | DIGITAL NOISE/PUZZLE      | EBIMUS008      |          | 명사 착신 사이트에서 디지털 한정판                     |
| 2nd | 2020년 12월 21일 | 미니 마스캇츠 (미니 앨범) | EBIMUS009      |          | 12월 21일 라이브에서 16종의 뮤직카드를 한정적으로 발매 |
| 3rd | 2022년 5월 25일  | NO VICTORY WITHOUT DREAM  | MUCD/EBIMUS010 |          | 명사 착신 사이트에서 디지털 한정판                     |

### 미발매곡
SCANTY4 from 에비스 마스캇츠
- 판치라리듬 (パンチラリズム)

SCANTY6 from 에비스 마스캇츠
- 판츠마츠리 (パンツM.A.T.S.U.R.I)

SCANTY5 from 에비스 마스캇츠
- 스캔팬티젠느 (スキャンパンティジェンヌ)

## 같이 보기
- 그라비아 아이돌
- 성인 비디오 여배우
- 에비스 마스캇츠 - 제1세대 에비스 마스캇츠
- 에비스★마스캇츠 - 제2세대 에비스 마스캇츠